# Hoogwerker (brandweer)

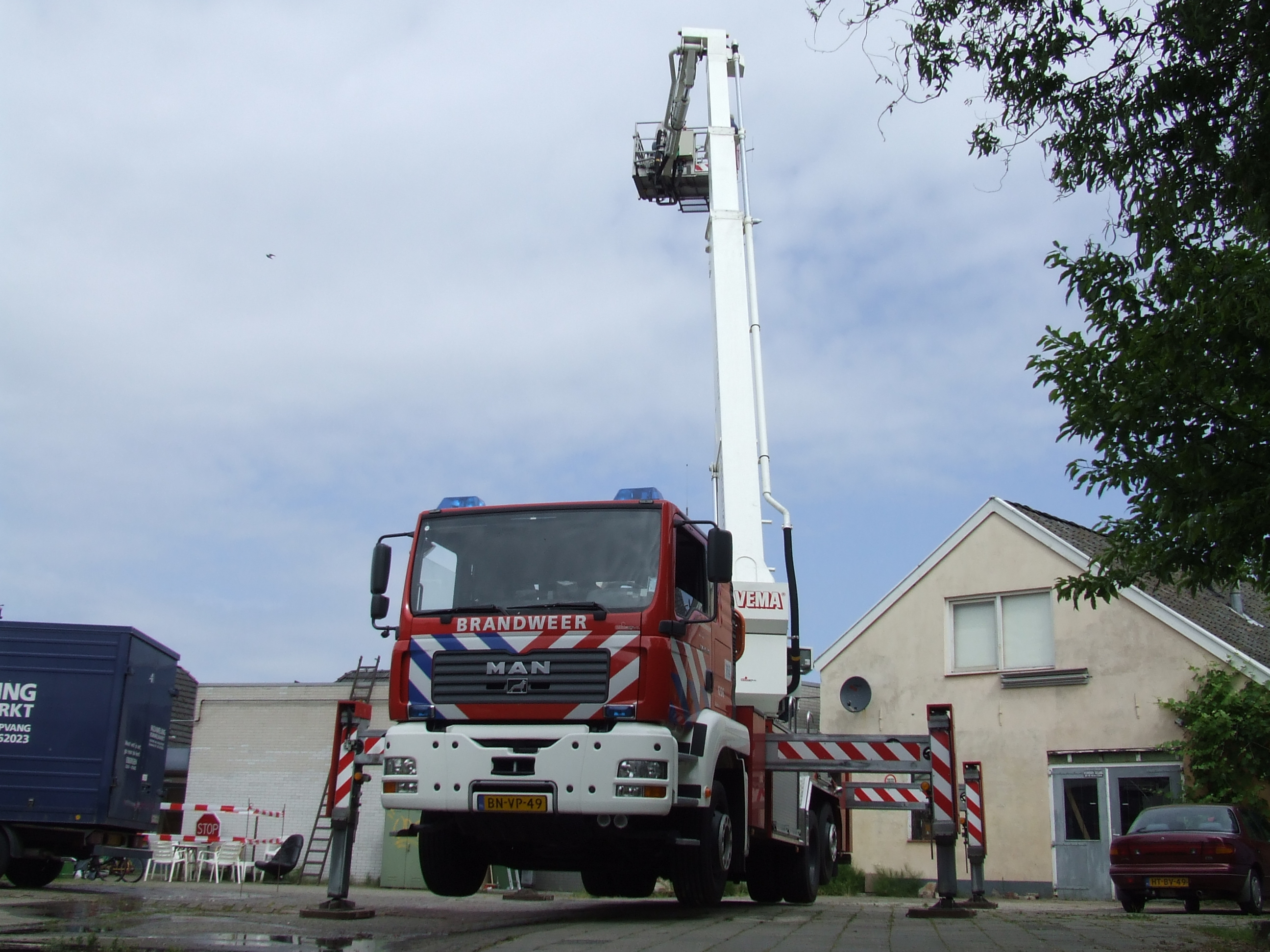
Hoogwerker van de brandweer Winterswijk

Een hoogwerker (in België ook wel elevator genoemd) is een brandweervoertuig dat gebouwd is om werkzaamheden op hoogte uit te kunnen voeren zonder dat er een ladder gebruikt wordt. De hoogwerker is een redvoertuig. De hoogwerker wordt over het algemeen in twee manieren uitgevoerd:
- Een stel van scharnierende armen aangedreven door hydraulische cilinders
- Een telescopisch uitschuifbare arm met aan het einde een scharnierende arm

Beide varianten hebben een platform of korf aan het einde waarvandaan werkzaamheden verricht kunnen worden. Sommige hoogwerkers beschikken over een vast waterkanon (ook wel monitor genoemd) om een grote hoeveelheid water over een grote afstand te kunnen verspuiten. Daarnaast hebben hoogwerkers in nagenoeg alle gevallen in ieder geval een watervoorziening in de bak om een los waterkanon of kleinere waterstralen aan te kunnen koppelen. Aan de onderzijde van het werkplatform zijn vaak meerdere nozzles aangebracht die een waternevel verspuiten om de bak te beschermen tegen hitte.
Hoogwerkers kunnen tot windkracht 8 ingezet worden.